# 王府庄站
王府庄站是济南轨道交通1号线与2号线的地铁换乘站，位于中华人民共和国山东省济南市槐荫区腊山街道刘长山路与物流大道交叉口地下，2019年4月1日投入运营。

## 车站构造
王府庄站为地下两层的12米单柱岛式车站。总长度340.95m，标准段宽20.7米，地下最大埋深19.4m，地下建筑面积为7325.19㎡。

## 出入口
| 編號     | 指示                                   |
| -------- | -------------------------------------- |
| 出口 · A | 刘长山路北侧，济南理工中等职业学校东侧 |
| 出口 · D | 刘长山路南侧，山东省邮电学校正对面     |
| 出口 · E | 刘长山路南侧，D口与F口之间             |
| 出口 · F | 刘长山路南侧，九职专对面               |

### 临近地点
- 山东省邮电学校
- 济南理工中等职业学校